# Creuer cuirassat

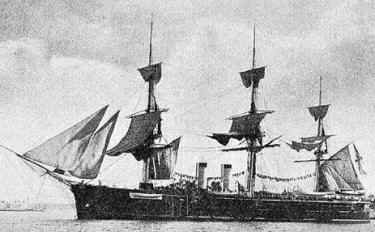
El creuer cuirassat rus General-Admiral (1873)

Un creuer cuirassat o, més d'acord amb l'etimologia, creuer blindat fou un tipus de creuer de grans dimensions que, a diferència dels creuers normals o els creuers protegits, disposaven d'una cintura cuirassada que protegia els costats i d'un pont cuirassat que protegia les sales de màquines. Les carboneres estaven disposades per tal de proporcionar protecció addicional al costat de la cintura cuirassada.

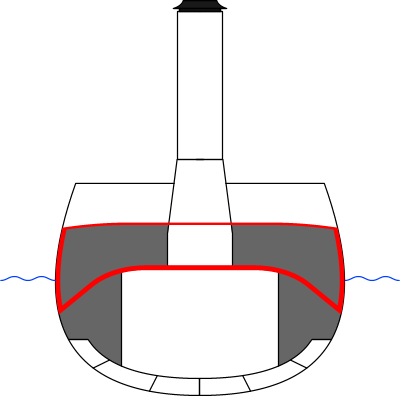
Secció transversal d'un creuer cuirassat típic. Pont superior i mitjà, i cintura lateral cuirassades (en vermell). Com amb carboneres laterals com a protecció addicional (gris) i un doble fons de compartiments estancs.

El desenvolupament dels obusos explosius a mitjan segle xix afavorí l'aparició de creuers cuirassats, que començaren a entrar en servei a les marines dels països desenvolupats cap a 1873 i se seguiren construint fins a 1910, aproximadament. En aquesta època començaren a quedar superats pels cuirassats monocalibre (tipus Dreadnought) impulsats per turbines de vapor. D'altra banda, la generalització del fueloil implicà la desaparició de les carboneres que servien de protecció. En conseqüència, els grans creuers cuirassats foren substituïts progressivament pels creuers lleugers i els creuers de batalla (a mig camí en potència de foc i protecció dels creuers lleugers i els cuirassats).
Els primers creuers cuirassats foren el rus General-Admiral (1873) i el britànic HMS Shannon (1875), tot i que el darrer fou classificat inicialment com a fragata cuirassada. Els primers creuers cuirassats acostumaven a desplaçar entre 6.000 i 12.000 tones, amb una velocitat de 18–20 nusos (33–37 km/h). Aquest tipus de vaixell assolí el seu zenit entre 1905 i 1908, amb desplaçaments de 14.000–16.000 tones i velocitats de 22–23 nusos (41–43 km/h). L'armament habitual era de 2 o 4 canons de gran calibre als extrems del vaixell, normalment de 190 a 254 mm, i una dotzena de canons de 152 mm o semblants als costats.
Els creuers cuirassats foren utilitzats àmpliament durant la Primera Guerra Mundial tot i que amb un paper secundari, ja que havien quedat obsolets en comparació amb els creuers de batalla i cuirassats moderns. La majoria dels que sobrevisqueren a la guerra van ser retirats i desguassats per aprofitar-ne el metall.

## Rerefons tècnic: blindatge, canons i motors

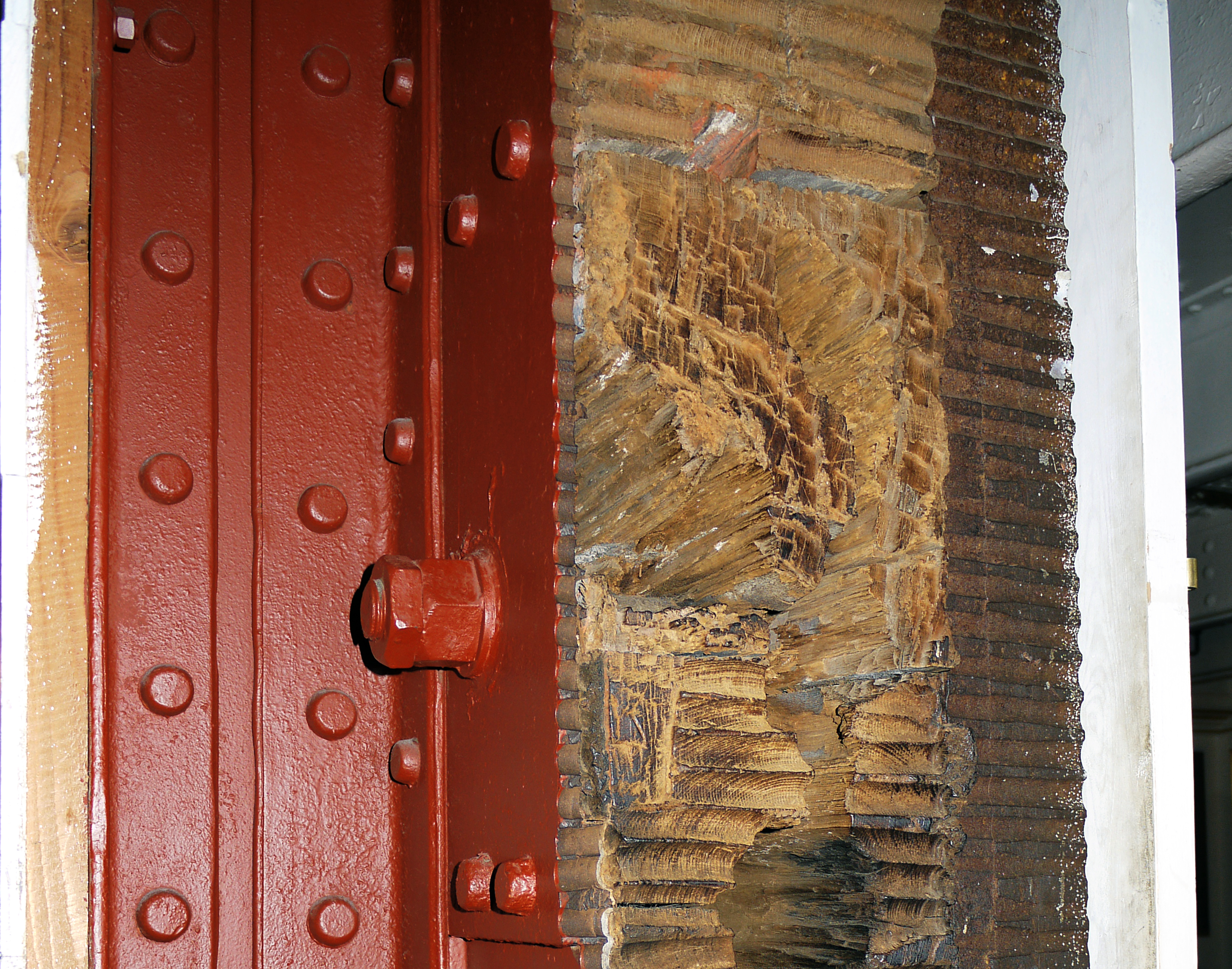
El blindatge mixt de l'HMS Warrior amb una placa d'11,5 cm de ferro forjat i 38 cm de fusta de teca massissa

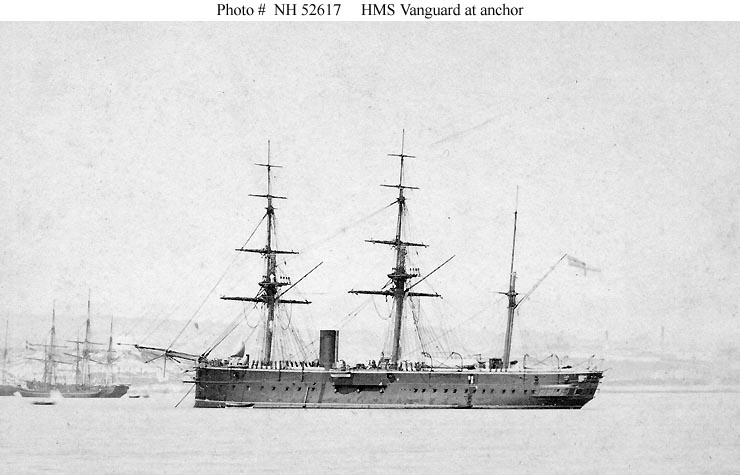
L'HMS Vanguard, creuer cuirassat britànic de la classe Audacious

Els creuers cuirassats van ser desenvolupats durant la dècada el 1870 intentant combinar elements dels primers cuirassats i dels creuers i, per tant, cercaven un vaixell de guerra protegit però amb gran autonomia. Aquest disseny era necessari per poder projectar poder a les colònies i protegir les rutes de comerç llunyanes. Això era especialment cert per l'Imperi Britànic i França. Aquest fet era de gran importància estratègica, ja que els avenços tecnològics estaven deixant obsoletes les flotes existents davant d'un eventual conflicte armat.
S'inicià també una carrera armamentística amb relació a l'artilleria naval i el blindatge per contrarestar-la. Si l'any 1860 els canons habituals més pesants tenien un calibre de 203,2 mm (8 polzades) l'any 1884 ja era habitual que es muntessin canons de calibre 412,75 mm (16,25 polzades) amb projectils explosius i molt més pesants. Aquests projectils eren capaços de penetrar fins a 86 cm de blindatge de ferro forjat (el que es feia servir en els primers vaixells cuirassats). El desenvolupament de canons amb recàrrega posterior van fer augmentar la cadència de tir, a més els nous canons amb ànima estriada eren més precisos. Tot i que habitualment els creuers no s'havien d'enfrontar, pel seu tipus de missions, amb vaixells de guerra de categories i armament molt superior sí que calia idear un disseny amb protecció suficient.